# Aristotelis Valaoritis
Aristotelis Valaoritis (en grec, Αριστοτέλης Βαλαωρίτης); Lefkada, 1824 – Lefkada, 1879) fou un poeta grec, un dels representants de l'escola literària de l'Heptanès, així com un polític. Fou el rebesavi de l'escriptor grec Nanos Valaoritis.

## Biografia
Nasqué a Lefkada el 1824. El seu pare era d'una família d'epirotes. Va cursar estudis a Lefkada i a l'illa de Corfú. Posteriorment estudià dret a Pisa i a París, tot i que mai exercí com a advocat, consagrant-se a la poesia. Va romandre una bona part de la seva vida a la petita illa de Madouri.
Als vint-i-cinc anys es casà amb Eloisa, filla de l'acadèmic venecià Emilio De Tipaldo. Va escriure diversos poemes sobre la Guerra d'independència de Grècia, essent reconegut com a poeta nacional. Algunes de les seves principals obres són: Stichourgimata, Mnimóssima, Kira Frosini, Athanasios Diakos, O Fotinos, Astrapogiannos.
O Fotinos, és un famós poema seu, inacabat, relatiu a l'anomenada revolució Voukentra del 1357, a Lefkada, contra l'ocupació veneciana. L'obra la va compondre a la referida illa de Madouri, de la seva propietat privada.
Paral·lelament, va desenvolupar una activitat política. Com a membre del parlament dels Estats Units de les Illes Jòniques va lluitar pels drets de les Illes Jòniques. Un cop aquestes van quedar integrades a Grècia, es traslladà a Atenes, com a membre del Parlament Grec. Els seus discursos estaven influïts pel seu llenguatge poètic, fent que les seves habilitats retòriques fossin remarcablement úniques. Els darrers dies de la seva vida va dur a terme actuacions per a la integració d'Epir a Grècia, un objectiu que no es va assolir completament fins a les Guerres Balcàniques.
Va morir a Lefkada el 1879.

## Obres
Poesia

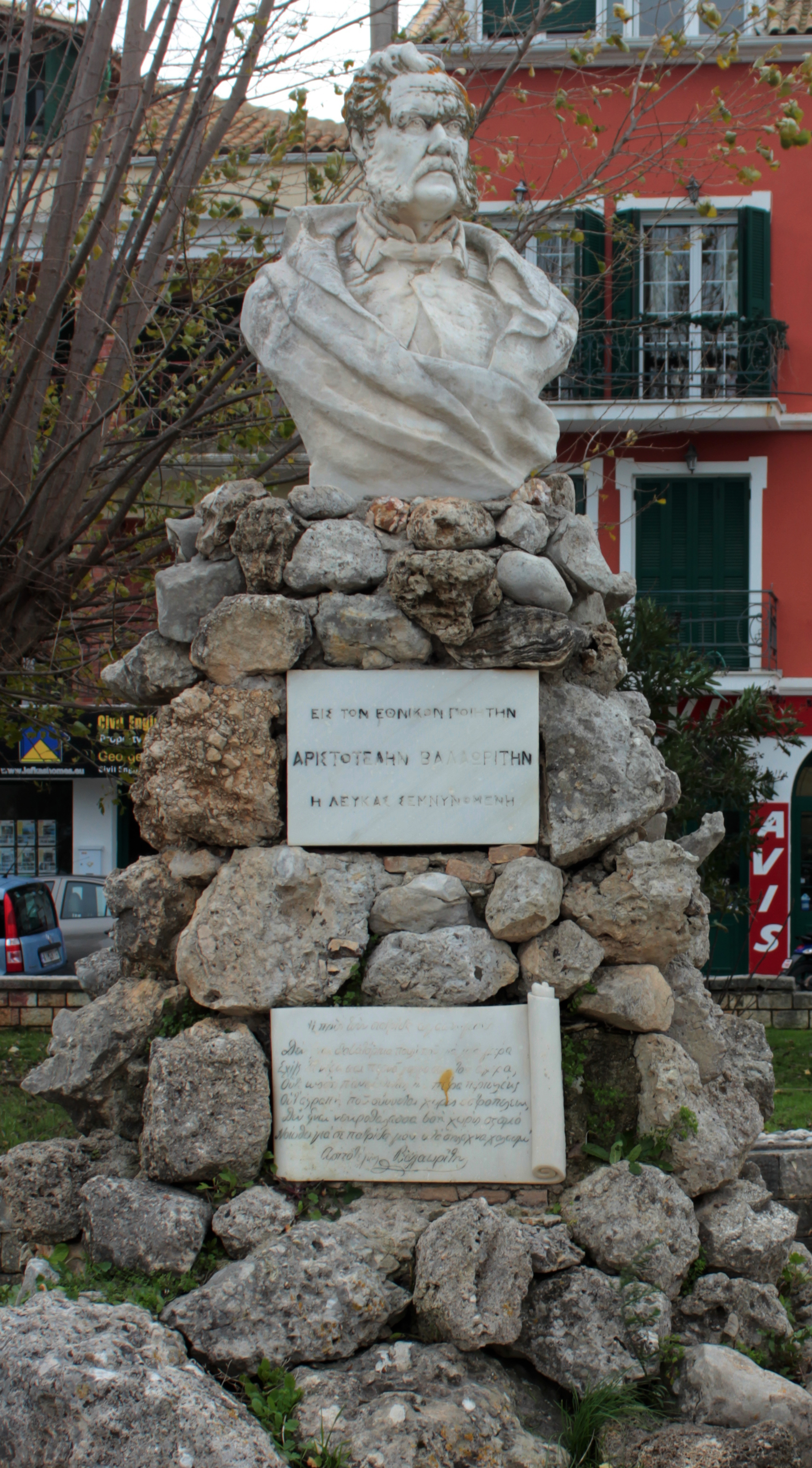
Monument a Aristotelis Valaoritis a la seva ciutat natal, Lefkada

- Ι Kira Frosini, Η Κυρά Φροσύνη (1859)
- Athanasios Diakos, Αθανάσιος Διάκος (1867)[2]
- Thanasis Bagias, Θανάσης Βάγιας (1867)
- Astropagiannos, Αστραπόγιαννος (1867)
- O andrias tou aοidimou Grigoriou tou E, Ο ανδριάς του αοιδίμου Γρηγορίου του Ε (1872)
- O Fotinos, Ο Φωτεινός (incomplete, published posthumously in 1891)

Recopilacions
- Stichourgimata, Στιχουργήματα (1847)
- Mnemosina, Μνημόσυνα (1857)

Altres
- Poiemata, Ποιήματα (1891)
- Erga, Εργα (1893)
- Vios kai erga, Βίος και έργα (1907)
- Poiemata anekdota, Ποιήματα ανέκδοτα (1937)
- Ta Apanta, Τα Άπαντα (1968)

## Traduccions al català
- 1884 – Valaoritis, Aristotelis. «Katsantonis» i «Alegoria». Traducció de Francesc Bartrina i d'Aixemús. La Renaixença, XIV (1884): 126-127 i 197-199.[5][6]
- 1886 – Valaoritis, Aristotelis. «L'arbre caygut». Traducció de Francesc Bartrina i d'Aixemús. La Renaixença, XVI (1886): 28-32[5][6]

- 1886 – Valaoritis, Aristotelis. «L'aparegut», «Astrapóyanos», «La fugida» i «Katsantonis». Traducció de Francesc Bartrina i d'Aixemús. La Il·lustració Catalana, VII (1886): 99-102; 150-151; 371[5][6]

- 1897 – Valaoritis, Aristotelis. «La jove esclava». Traducció de Joaquim Cabot i Rovira. La Veu de Catalunya, (14-3-1897): 90-92[5][6]